# کلاندرق بالا
کلاندرق بالا دهی از دهستان بخش نمین شهرستان اردبیل و محلی کوهستانی و معتدل است. از قدیم آب ده از چشمه تأمین می‌شد و محصول آن غلات و حبوبات و شغل مردم زراعت و دامداری بوده‌است. این روستا معادن مختلفی در کوه‌های اطراف دارد. جمعیت روستا در حال حاضر کاهش یافته اما در سال‌های اخیر مهاجرت معکوس به این روستا بیشتر شده‌است.
این روستا در شهرستان نمین استان اردبیل قرار دارد و با روستاهای کلاندرق پایین، پلازیر، امین جان، عنبران و اورنج همجوار است. فاصله این روستا از شهر اردبیل ۴۰ کیلومتر، از شهر نمین ۱۵ کیلومتر، از کارخانه سیمان اردبیل ۹ کیلومتر و از شهر عنبران حدود ۵ کیلومتر است.
این روستا را که عموماً به صورت کلاندرق علیا نوشته می‌شود با اسامی کلندرق علیا، کولاندرق علیا، کلندرق بالا، کولاندرق بالا، و کلاندرق بالا در بعضی مکاتبات ذکر می‌کنند. اسم ترکی آن نیز یوخاری کولاندره یا کلاندره است و در زبان تالشی کولَنَده تلفظ می‌شود.

## طایفه‌ها
اکثر اهالی این روستا از نسل امیراصلان بگ که از خوانین منطقه بشمار می‌رفته، هستند. امیراصلان خان چهار پسر به اسم عزیز، شاهمار، شکر و رسول داشته که طایفه‌های عزیزیان، اصلانی، شکری و رسولی از آن‌ها منشعب شده‌است.

## آداب و رسوم

### عید
دید و بازدیدهای عید در این روستا در گذشته آداب خاص خود را داشت، ابتدا بزرگان ده افرادی را که کدورتی باهم داشتند آشتی می‌دادند، سپس دید و بازدیدهای عید داخل روستا در روز اول عید انجام می‌شد و شیوه آن نیز بدین ترتیب بود که ابتدا همه مردان ده جمع شده و از ابتدای روستا تا انتهای روستا به ترتیب به تمام خانه‌ها سرزده و چند دقیقه‌ای در هر خانه کنار سفره هفت سین می‌نشستند؛ پس از خاتمه بازدید مردان دسته زنان تشکیل شده و به همین ترتیب به تمام خانه‌ها سر می‌زدند.

## جغرافیا
بقایای دیوارهای قدیمی و همچنین قبرستانهای قدیمی نشان از قدمت این روستا دارد محوطه کهنه کلاندرق از قسمت‌های قدیمی بوده که آثار زندگی انسانی در قرون گذشته در آن کاملاً مشهود است.

### اسامی کوه‌ها[نیازمند منبع]
- قرمیزی داغ
- آغ داغ
- قَرَ گونِیه
- سنخ داغ
- بیزلی تَپه

### معادن[نیازمند منبع]
معادن فعال با مواد معدنی مختلفی داز نوع روباز در این منطقه وجود دارد. ذخیره این معادن بالغ بر ۲۰٬۰۰۰٬۰۰۰ تن مواد معدنی اصلی است. موادی همچون آهک، سنگ لاشه و غیره از این معادن در حال استخراج است. برخی از این معادن عبارتند از:
- کلاندرق بالا
- کلاندرق پائین ۲
- کلاندرق علیا ۲
- آهک کلاندرق
- کلاندرق علیا ۳

### چشمه‌ها[نیازمند منبع]
- کند بولاغی
- دهنزی بلاغی
- گوزه لر

## بازیهای محلی
- مازی مازی
- قَرَه قَزَن
- اوزوگ اوزوگی